# Operation Kikusui
Die Operation Kikusui (japanisch 菊水作戦 Kikusui Sakusen) war eine Serie von Selbstmordangriffen der Streitkräfte des Japanischen Kaiserreiches gegen die Flotte der Alliierten während der Schlacht um Okinawa im Pazifikkrieg. Diese Angriffe auf Schiffe aus den USA und Großbritannien waren ein Teil der japanischen Operation Ten-gō. Der Name der Operation „Kikusui“ (菊水 ‚Schwimmende Chrysanthemen‘) war eine Reminiszenz an das Kriegsbanner (Hata-jirushi) des Samurai Kusunoki Masashige, der sich in aussichtsloser Lage für den Tennō opferte.

## Hintergrund

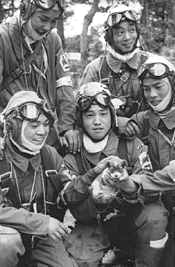
Junge Kamikaze-Piloten

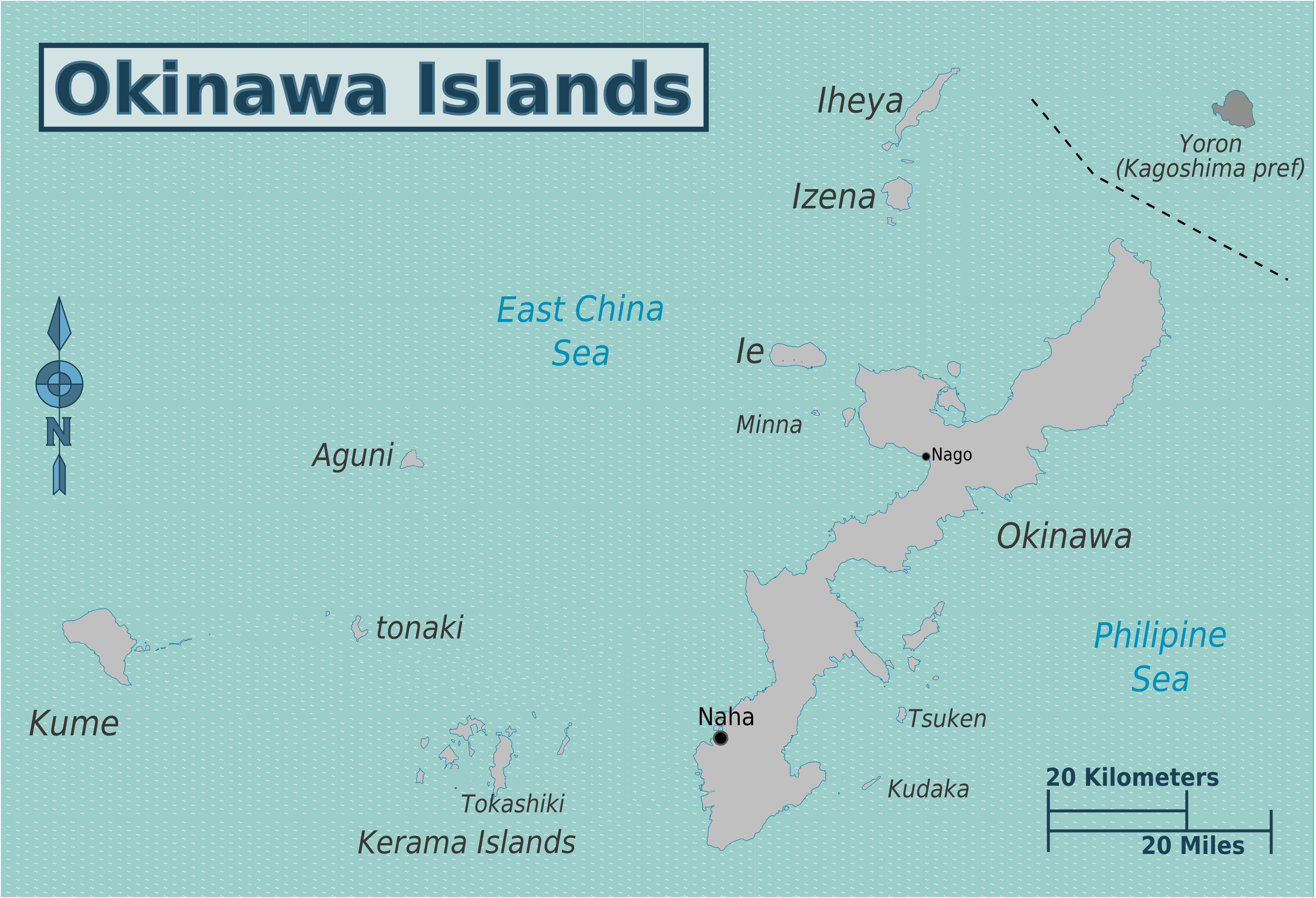
Insel Okinawa

Nach der Schlacht in der Philippinensee im Juni 1944 war die Kaiserlich Japanische Marine kurz vor der vollständigen Vernichtung. Sie befand sich nicht mehr in der Lage, den Angriffen der von den Vereinigten Staaten geführten Flotte der Alliierten effektiven Widerstand zu leisten. Das sogenannte 'Marianen-Truthahnschießen' hatte gezeigt, dass der Ausbildungsrückstand der japanischen Piloten so immens war, dass 'normale' Luftangriffe gegen die zahlen- und ausbildungsmäßig weit überlegenen US Piloten eine sehr geringe Chance hatten, Erfolge zu erzielen. Am 19. Oktober 1944 sagte der Oberkommandierende der 1. Luftflotte auf den nördlichen Philippinen Ōnishi Takijirō:

„Ich glaube es gibt nur einen Weg unsere geringe Stärke zu einem Maximum an Effektivität zu bringen. Und der wäre Einheiten zu bilden, die Selbstmordangriffe durchführen. A6M Zero-Jäger mit 250-kg-Bomben, die sich jeweils auf einen feindlichen Flugzeugträger stürzen … Was denken Sie?“

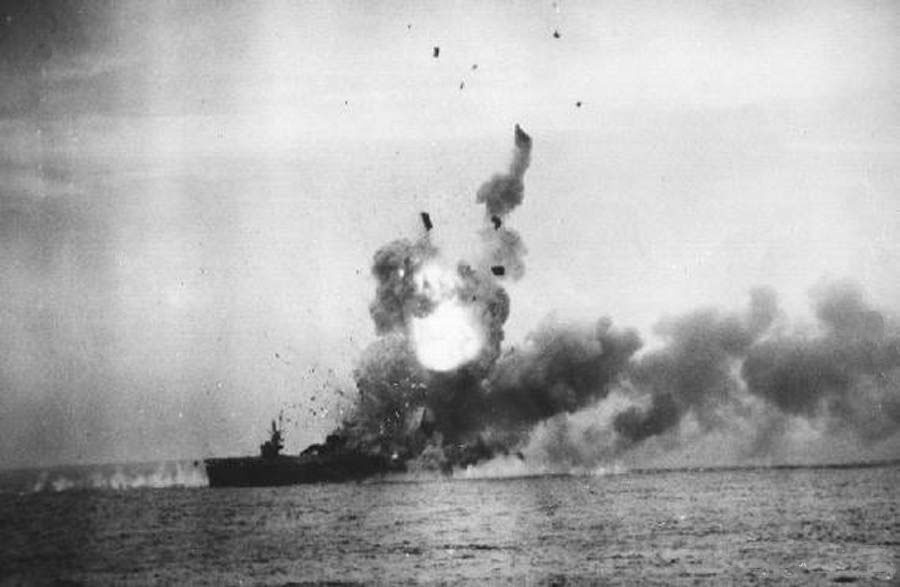
USS St. Lo nach dem Einschlag eines Kamikaze am 25. Oktober 1944

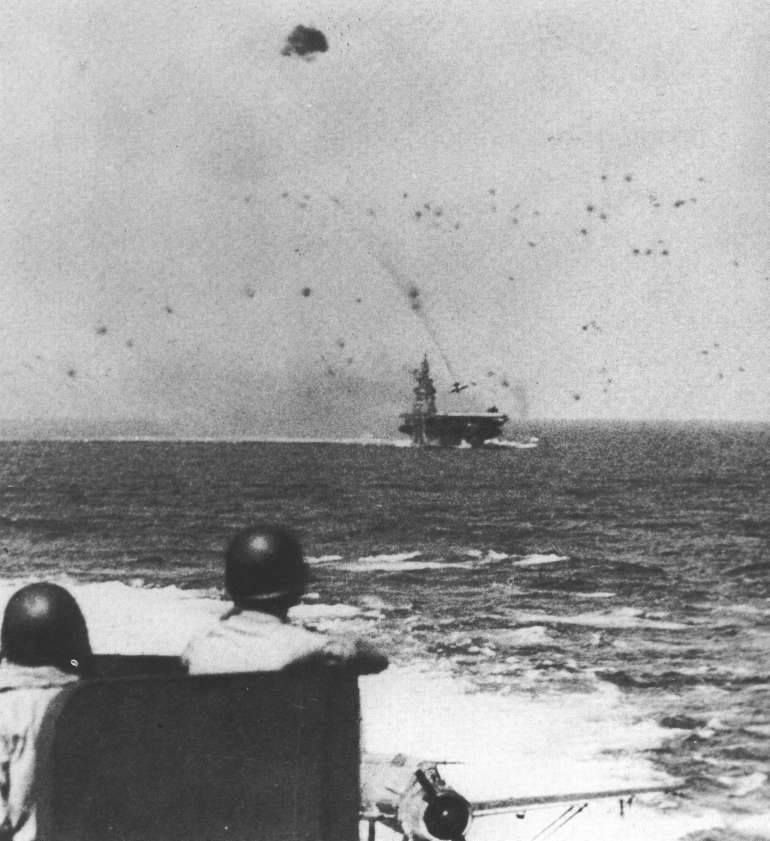
USS Intrepid CV-11 kurz vor dem Einschlag eines Kamikaze am 25. Oktober 1944

Ōnishi Takijirō wird deshalb auch „Vater der Kamikaze“ genannt. Im Oktober 1944, meldete auch die offizielle japanische Nachrichtenagentur Dōmei Tsushin (同盟通信社) schon, dass ein Fluglehrer namens Takeo Tagata in Taiwan Piloten für Selbstmordangriffe, die allerdings Spezialangriffe genannt wurden, ausbildete.
Während der See- und Luftschlacht im Golf von Leyte hatten japanische Kamikazeflugzeuge erfolgreich den Geleitflugzeugträger St. Lo versenkt. Außerdem hatten Kamikazeflugzeuge die Träger Lexington und die Intepid schwer beschädigt. Diese Erfolge überzeugten das Japanische Hauptquartier von der Wirksamkeit der Kamikazeangriffe und als die Task Force 58 im März 1945 begann, Angriffe auf die Insel Kyushu zu fliegen und damit klar war, dass die Alliierten auch schon die Meere um die japanischen Inseln beherrschte, entschied das Hauptquartier, dass diese Art der Kriegführung eine geeignete Lösung sei, die sich ständig verschlechternde Situation zu wenden. Als Ergebnis wurden massive Kamikazeangriffe gegen die US-Navy geplant.
Zu dieser Zeit verfügte die japanische Marine über rund 2000 Flugzeuge, die die Ryūkyū-Inseln, zu denen auch Okinawa gehört, erreichen konnten. Trotz der vorbereitenden Angriffe von US-Trägerflugzeugen, die auf japanischen Flugplätzen an Flugzeugen in der Umgebung großen Schaden zugefügt hatten, waren dies:
300 Maschinen in der 1. Luftflotte unter Vizeadmiral Ōnishi Takijirō auf Formosa, 800 in der 3. Luftflotte unter Vizeadmiral Teraoka Kinpei um Tokio auf Honshū, 600 in Vizeadmiral Ugaki Matomes 5. Luftflotte auf Kyushu und 400 in Vizeadmiral Minoru Maedas 10. Luftflotte auf Honshu.

## Erste Angriffe
Da der japanischen Führung bewusst war, dass die nachsten alliierten Ziele die Ryūkyū-Inseln sein würden, beschlossen sie einen Präventivangriff auf den US-Flottenstützpunkt in Ulithi mit 24 mit Sprengstoff beladenen Yokosuka-P1Y-Flugzeugen, die von vier Flugbooten geführt wurden, auszuführen. Die Aktion wurde jedoch zurückgerufen als irrtümliche Geheimdienstinformationen darauf hinwiesen, dass es in Ulithi nur einen US-Flugzeugträger gab, während es tatsächlich acht waren. Am folgenden Tag wurde ein weiterer Versuch unternommen, aber nur elf Flugzeuge erreichten Ulithi, wobei ein Bomber den Flottenträger Randolph beschädigte.
Als zwischen dem 18. und 20. März 1945 US-Trägerflugzeuge einen Angriff auf japanische Maschinen begonnen hatten, wurden rund 50 Kamikaze-Flugzeuge gegen die Flugzeugträger gestartet. Allerdings gelang es nur einen schweren Treffer auf dem Flottenträger Franklin zu erzielen und weniger schwere Treffer auf den Flottenträgern Essex, Wasp und Enterprise.

### Erster Einsatz der Ōka

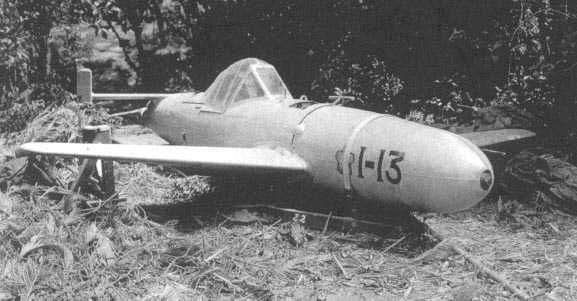
Fliegende Bombe
Ōka (桜花) April 1945

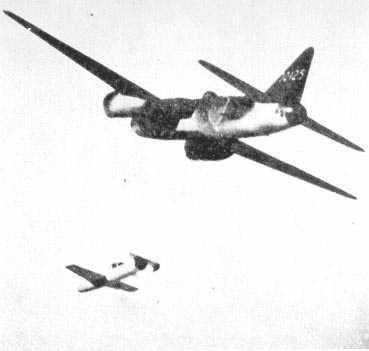
G4M Bomber (Betty) startet eine
Ōka G4M-10

Der erste, allerdings erfolglose Angriff mit dem speziellen Yokosuka MXY-7 Ōka Selbstmordflugzeug, wurde am 21. März durchgeführt und zeigte die grundlegende Verwundbarkeit des Typs, während er von dem manövrierunfähigen Mitsubishi G4M 'Betty' Bomberumbau getragen wurde. Der Pilot stieg erst dann ein und flog im Gleitflug näher an sein Ziel heran, dann zündete er den Raketenantrieb und stürzte sich mit etwa 960 km/h auf sein Ziel. Diese fliegende Bombe war mit einem 1200 kg Sprengkopf ausgerüstet. Die Ōka war wegen ihrer geringen Größe und der hohen Geschwindigkeit schwer abzuwehren, schon im Gleitflug erreichte sie 650 km/h. Die schwer beladenen Bomber allerdings waren ein relativ leichtes Ziel für die amerikanischen Abfangjäger und so erreichten die Bomber selten die erforderliche Nähe von mindestens 37 km.

## Start der Operation Ten-gō
Am 20. März 1945 gab das Japanische Hauptquartier den Befehl, die Operation Ten-gō zu beginnen, um die bevorstehende alliierte Invasion Okinawas aufzuhalten. Die Konkurrenz zwischen den Kaiserlich Japanischen Marineluftstreitkräften und den Kaiserlich Japanischen Heeresluftstreitkräften wurde zurückgestellt, auf Kyushu wurden die vorher streng getrennten Luftwaffenstützpunkte gemeinsam benutzt und sogar eine gemeinsame Einheit, die 1. Mobile Landbasierte Luftflotte, wurde geschaffen. Von Kyushu aus starteten, außer der eben erwähnten, die Dritte, Fünfte und Zehnte Luftflotte der Marine und die Sechste Luftarmee und die Luftregimenter 7 und 98 des Heeres. Insgesamt waren über 3.000 Flugzeuge auf Kyushu stationiert, allerdings handelte es sich häufig um schlecht gewartete oder veraltete Maschinen, die überdies hauptsächlich von mangelhaft ausgebildeten Piloten gesteuert werden sollten. Auch aus Korea und von Taiwan aus flogen Maschinen des Heeres nach Okinawa. Die Piloten aus Taiwan benutzten auch Ishigaki-jima und Miyako-jima südlich der Hauptinsel Okinawa als vorgeschobene Flugplätze. Diese Luftstreitkräfte bereiteten sich auf die Operation Kikusui (dies war ein Codename der Marine, das Heer nannte es 'Totaler Luftangriff') vor.
Am 1. April 1945 gab das Japanische Hauptquartier Befehl zum Umbau aller Armee- und Marineflugzeuge zu 'Spezialangriffsflugzeugen'. Das wurde nicht umgesetzt, aber es wurden selbst Flugzeuge, die nie für einen Kampfeinsatz vorgesehen waren, wie die Mitsubishi F1M 'Pete', ein Wasserflugzeug, oder die Kyūshū K11W, ein Trainingsflugzeug, und selbst ein Doppeldecker, die Yokosuka K5Y 'Willow' zu Kamikazeflugzeugen. Am gleichen Tag begannen die Alliierten mit ihrer 'Operation Iceberg', der Landung auf Okinawa. Um den Angriff aufzuhalten, gab die japanische Marine am Morgen des 6. April den Befehl für die 'Operation Kikusui I' aus, gleichzeitig begann die japanische Armee mit dem '1. Totalen Luftangriff'.

## Die Kikusui-Operationen

### Operation Kikusui I

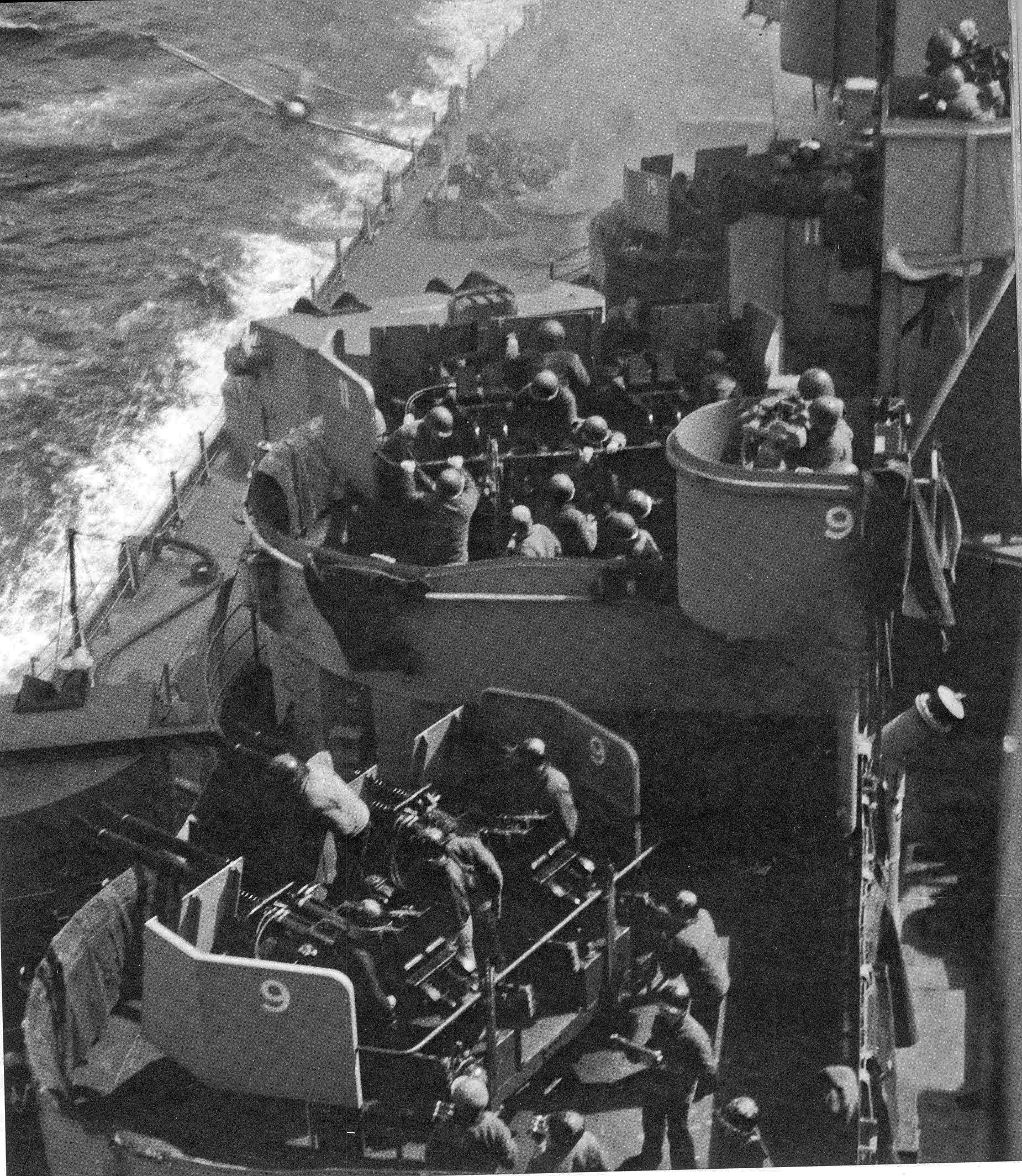
USS Missouri (BB-63) kurz vor dem Einschlag einer „Zero“ am 11. April 1945

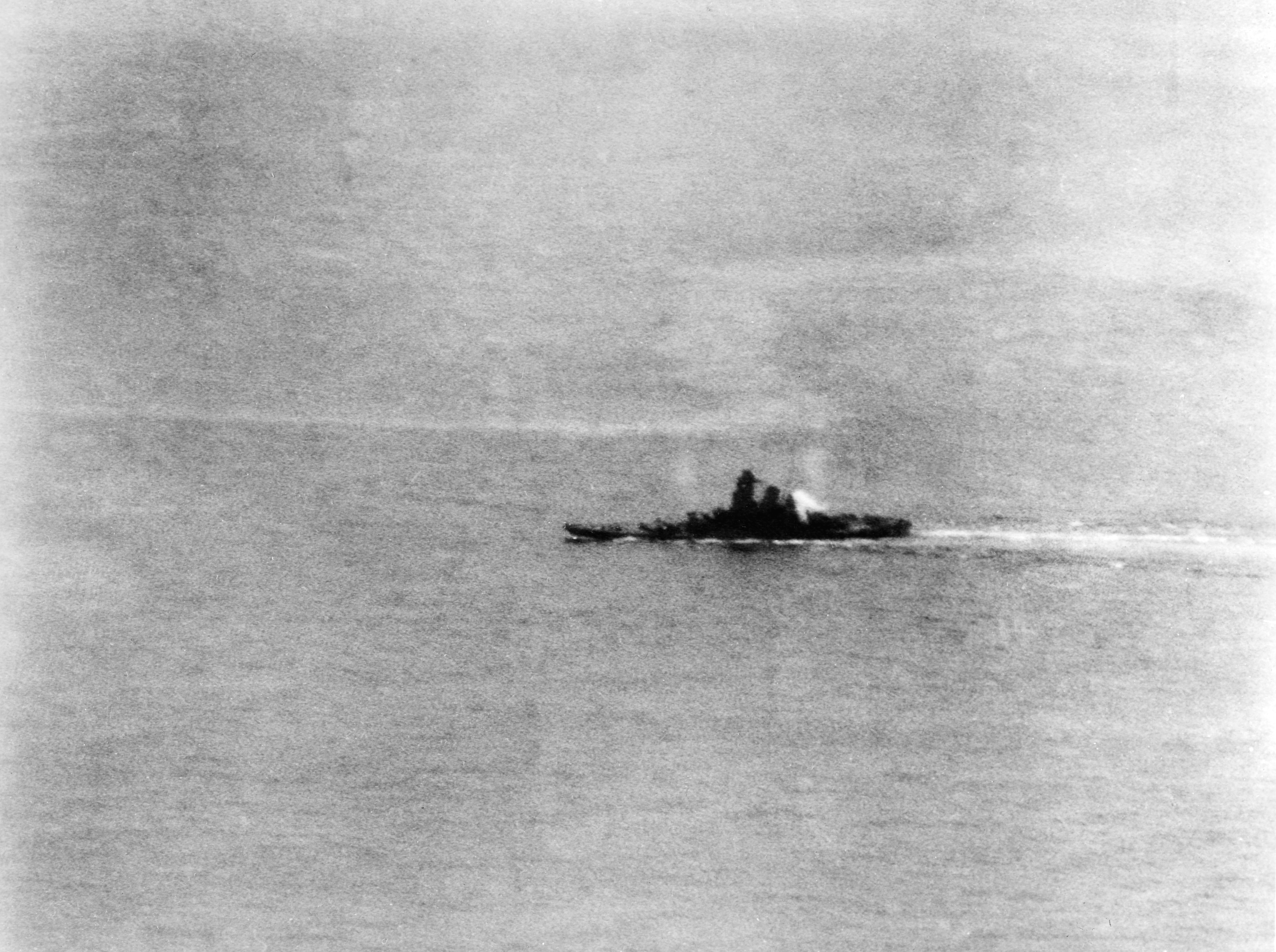
Die beschädigte Yamato mit Schlagseite nach Backbord

Am 6. April 1945 starteten 391 Marine- und 133 Armeeflugzeuge von ihren Basen. 215 Marine- und 82 Armeeflugzeuge waren als Kamikaze geplant. Das Ziel am ersten Tag waren die Zerstörer, die als Radarposten (Radar picket destroyer) in einem weiten Umkreis um Okinawa kreuzten. Weitere Ziele waren die Task Groups 58.1 und 58.3 in Nordosten von Okinawa, sowie die Task Force 57 südlich der Insel. Nur die Geleitträger der Task Force 52 ostwärts Okinawa wurden nicht angegriffen.
Um 12:26 Uhr mittags war die Haynsworth das erste Schiff, das getroffen, aber nicht versenkt wurde. Die Zerstörer Bush und Colhoun wurden von Kamikaze versenkt, die Zerstörer Newcomb, Morris und Leutze wurden schwer beschädigt, ebenso der Geleitzerstörer Witter und der Zerstörer-Minensucher Emmons. Schwere Schäden, die zum Ausfall bis Kriegsende führten, hatten die Zerstörer Mullany und Rooks, der Geleitzerstörer Foreman, sowie die Minensucher Rodman und Defense. Das Schlachtschiff North Carolina, der Leichte Kreuzer Pasadena und der Zerstörer Hutchins wurden durch die irrtümliche Beschießung der eigenen Streitkräfte (friendly fire) beschädigt.
Das Schlachtschiff Maryland und zehn weitere Zerstörer wurden am 7. April ebenfalls zu Zielen von Kamikaze. Die US-Navy meldete den Verlust von drei Zerstörern, einem amphibischen Kriegsschiff und drei Munitionstransportern neben zehn weiteren schwer beschädigten Schiffen. Von den 54 Marine-Kamikazes kehren 24 um, rund 30 Kamikazes wurden durch Jagdschutz und Flak abgeschossen.
Am 6. April 1945 lief von Tokuyama (seit 2003 'Shūnan') an der Seto-Inlandsee die Spezialangriffsflotte, bestehend aus dem Schlachtschiff Yamato, dem Leichten Kreuzer Yahagi und 8 Zerstörern unter dem Kommando von Admiral Itō Seiichi in Richtung Okinawa aus. Die Yamato hatte gerade so viel Treibstoff an Bord, um Okinawa zu erreichen – mehr war in Japan nicht aufzutreiben – dort sollte sich das Schlachtschiff im flachen Wasser auf Grund setzen und die amerikanischen Landungsschiffe beschießen.
Schon bald nach dem Auslaufen wurde die Flotte von amerikanischen B-29 Bombern und den U-Booten Threadfin und Hackleback am 6. April auf ihrem Weg nach Okinawa gesichtet und am nächsten Tag von 335 US-Trägerflugzeugen über mehrere Stunden angegriffen. Die Yamato, die Yahagi und vier der acht begleitenden Zerstörer wurden versenkt. In Japan ist diese Schlacht als Seeschlacht von Bou-no-Misaki bekannt.
Die Angriffe durch Kamikaze auf die US-Flotte gingen auch während der Schlacht weiter. Allerdings wurde an dem Tag nur ein zum Minensucher umgebauter Zerstörer und ein Landungsschiff versenkt. Beschädigt wurden neben 3 Zerstörern auch der Träger Hancock und das Schlachtschiff Maryland. Vom 8. April bis zum 11. April ging die Operation Kikusui I weiter und es wurde neben 10 Zerstörern der Träger Enterprise und das Schlachtschiff Missouri beschädigt. Versenkt wurde kein Schiff mehr. Die Gesamtzahl der Opfer auf den versenkten oder beschädigten Schiffen betrug 485 Tote und 582 Verwundete. 310 japanische Flugzeuge konnten von US-Kampfflugzeugen abgeschossen werden und weitere 41 wurden durch Flugabwehrfeuer zerstört.

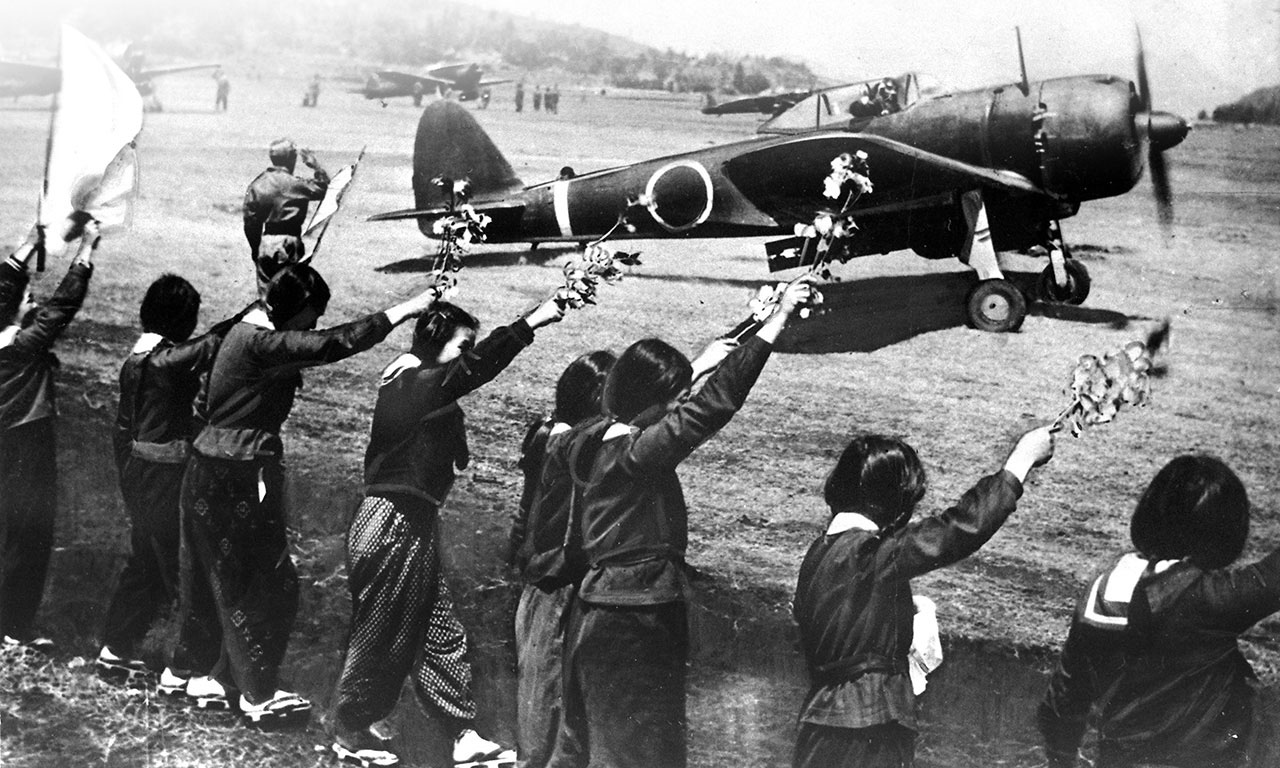
Schulmädchen aus Chiran winken am 12. April 1945 einem Kamikaze- piloten in einer Nakajima Ki 43

### Operation Kikusui II
Die Warnungen vor der zweiten Phase des Angriffs kamen am 11. April. Es sprach sich herum, dass die Warnung von einem gesprächigen, gefangenen japanischen Piloten gekommen sei. Vizeadmiral Marc A. Mitscher, Kommandant der 1st Fast Carrier Task Force, befahl, dass alle Kampfflugzeuge seiner Träger zu entwaffnen sind. Die Tanks sollten entleert und die Maschinen unter Deck gebracht werden, während die Jagdflugzeuge zur lokalen Verteidigung vorbereitet wurden.
Unterdessen war Admiral Raymod A. Spruance, Kommandant der 5. Flotte, so besorgt über die Verwundbarkeit seiner Radarpostenzerstörer, die weit entfernt von der Hauptstärke der Flotte operierten, um frühzeitig vor japanischen Angriffen zu warnen, und bat in höchster Dringlichkeit um die Lieferung von weiteren Flugzeugen und Piloten.
Die Operation Kikusui II begann am 12. April. Dieses Mal waren es 354 Flugzeuge der Marine und 124 des Heeres. 103 Flugzeuge der Marine und 72 des Heeres waren Kamikazeflugzeuge, die übrigen waren Geleitschutz oder normale Bomber und Torpedoflugzeuge. Neu war der erste erfolgreiche Einsatz der von einem Piloten gesteuerten fliegenden Bombe Ōka. Zwei von zwölf gestarteten Flugzeugen konnten Treffer erzielten; einen amerikanischen Zerstörer versenkten, die Mannert L. Abele, und einen anderen beschädigten. Diese Zerstörer gehörten zu den Radar-Außenposten, weit entfernt von den wichtigsten US-Seestreitkräften stationiert. Ein Ring solcher Schiffe war in der Lage, die Radarabdeckung zu gewährleisten, die den verteidigenden Jägern Zeit zum Abfangen und den großen Kriegsschiffen Zeit gab, ihre Flugabwehr zu organisieren. Die Mannert L. Abele blieb das einzige Schiff, das von einer Ōka versenkt wurde. Die Ōka bekam von den Amerikanern den japanischen Namen 'Baka', was so viel wie Dummkopf oder Idiot heißt.
Insgesamt wurden bei der Operation Kikusui II noch ein Landungsschiff versenkt und 25 US-Schiffe beschädigt, darunter die Schlachtschiffe Idaho, Tennessee und New York. Die übrigen waren hauptsächlich Zerstörer. Am 15. April, dem letzten Tag von Kikusui II wurde der Zerstörer Laffey von 22 Flugzeugen angegriffen und bekam sechs Kamikaze- und vier Bombentreffer, sank aber nicht. Das Schiff erhielt den Spitznamen: 'Das Schiff, das nicht sterben wollte'.

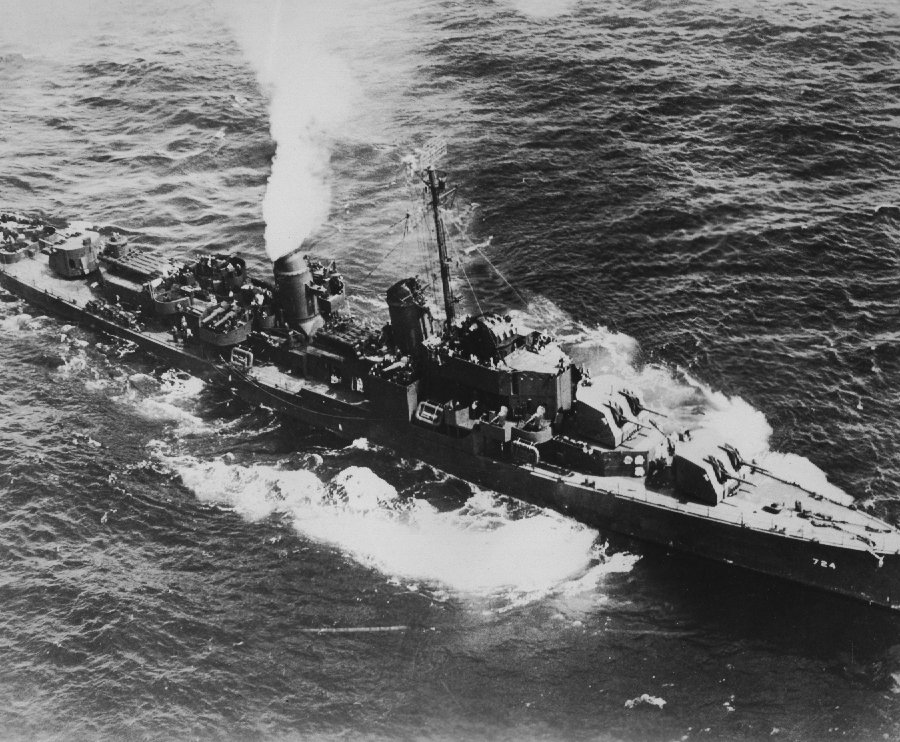
Die USS Laffey

Der Kommunikationsoffizier Leutnant Frank Manson (zuständig für Signalflaggen, Funkgeräte und Signalscheinwerfer) fragte den Kommandanten des Schiffes, Captain Frederick J. Becton, ob er meinte, das Schiff aufgeben zu müssen. Becton antwortete scharf:

„Ich werde nie ein Schiff aufgeben, solange auch nur ein einziges Geschütz feuert!“

Becton hörte nicht, wie ein Ausguck leise sagte:"Und wenn ich einen Mann finde, der es abfeuert."
Es stellt sich natürlich die Frage, warum das Japanische Hauptquartier die Operation bei so wenig Effektivität nicht einstellte. Aber es war schwierig, etwas über die Resultate der Kamikaze Missionen zu melden. Die Berichte konnten nur von den Begleitpiloten stammen, die sich während der Angriffe selbst im Kampf befanden. Was sie sehen konnten, waren riesige Wasserfontänen und hohe Wolken von schwarzem Rauch, alles sah nach schweren Treffern und Explosionen auf den Schiffen aus, konnten aber ebenso explodierende Kamikaze oder Naheinschläge der Flugzeuge sein. Die Begleitpiloten waren nicht in der Lage die Beschädigungen an den feindlichen Schiffen zu bestätigen, also gaben sie die Erfolge ausnahmslos viel größer an, als sie tatsächlich waren. Diese Meldungen bekräftigten das Hauptquartier in ihrer Meinung, ein Mittel gegen die alliierte Übermacht zu haben und die Angriffe wurden noch intensiviert.

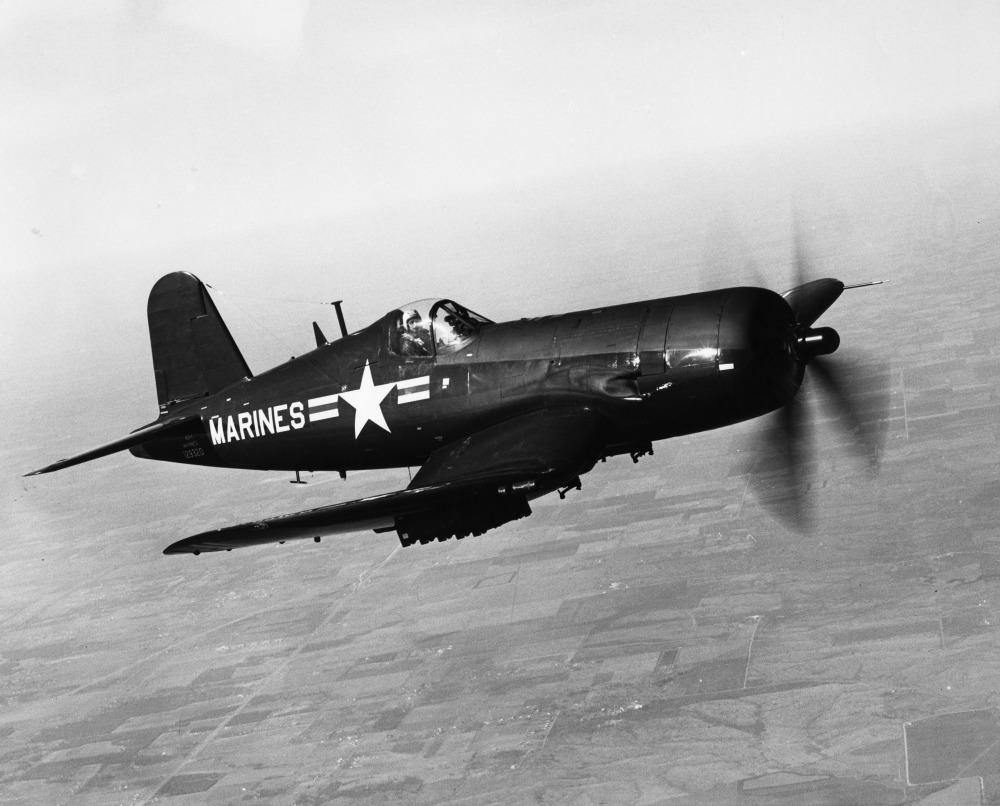
Ein Vought F4U Corsair-Jäger der US-Navy

Trotz des Erhalts von neuen Informationen glaubte der US-Navy Geheimdienst, dass die Japaner ihre Möglichkeiten nach Kikusui II erschöpft hatten. Zudem waren bis zum 8. April 82 Vought F4U Corsair-Jäger der MAG-31 und MAG-33, zusammen mit sieben Nachtjägern auf dem eingenommenen Flugplatz Yontan stationiert und weitere Flugzeuge waren auf dem Weg nach Okinawa. Bis zum 1. Mai wurden somit 3521 Jagdeinsätze von den eroberten Flugfeldern geflogen. Die Kapitäne einiger Zerstörer waren zum Schluss gekommen, dass nichts weniger als eine 127-mm-Granate ein Kamikazeflugzeug zuverlässig stoppen kann und dass ein einzelner Zerstörer im Radarpostendienst ohne Nachtjägerdeckung kaum mehr als eine schnelle Beute war. Die Nachtjäger hatten ihr Radar erst am 14. April installiert und kalibriert. Darüber hinaus hatten die Kamikazeflugzeuge zwar seit dem Feldzug auf den Philippinen einen Teil ihrer individuellen Fähigkeiten verloren, waren aber jetzt erheblich zahlreicher.
Während der Kikusui-Angriffe fiel es der US-Navy sehr schwer, eine angemessene Reaktion auf die Kamikaze-Angreifer zu finden und diese umzusetzen. Nach dem 10. April wurden den Radarzerstörern, die sehr stark den Angriffen ausgesetzt waren, zwei zusätzliche Zerstörer und vier angepasste LCS-Unterstützungslandungsschiffe zugewiesen. Als Gegenantwort starteten die Träger der Task Force 58 dann am 15. und 16. April Angriffe auf Kyūshū. Nach amerikanischen Angaben konnten bei diesem Überraschungsangriff 29 Flugzeuge abgeschossen und 51 Flugzeuge am Boden zerstört werden. Dies sollte die Stärke der Kikusui III Welle wahrscheinlich deutlich reduzieren. Zu diesem Zeitpunkt waren die Japaner jedoch sehr geschickt darin, ihre Flugzeuge über die vielen kleinen Flugplätze auf den Heimatinseln zu verteilen.

### Operation Kikusui III
Operation Kikusui III begann am 16. April 1945. Es starteten 415 Marineflugzeuge, 176 waren Kamikaze und 92 Heeresflugzeuge, 52 waren Kamikaze. Trotz des Einsatzes von 507 Flugzeugen, unter denen 228 Kamikaze waren, wurde nur ein Zerstörer, die Pringle versenkt. Der Zerstörer Bryant und der Minenleger Harding wurden irreparabel beschädigt und der Minensucher Hobson wurde so schwer beschädigt, dass er für den Rest des Krieges außer Gefecht war. Der Flugzeugträger Intrepid wurde beschädigt und musste für einige Monate in die Werft. In der Folge wurde die Task Group 58.2 aufgelöst und ihre Schiffe auf die Task Group 58.1, Task Group 58.3 und Task Group 58.4 verteilt. Das Schlachtschiff Missouri wurde wiederum angegriffen, erlitt aber nur leichte Beschädigungen, so dass sie im Verband bleiben konnte. Am Folgetag wurde noch der Zerstörer Benham beschädigt.

### Operation Kikusui IV

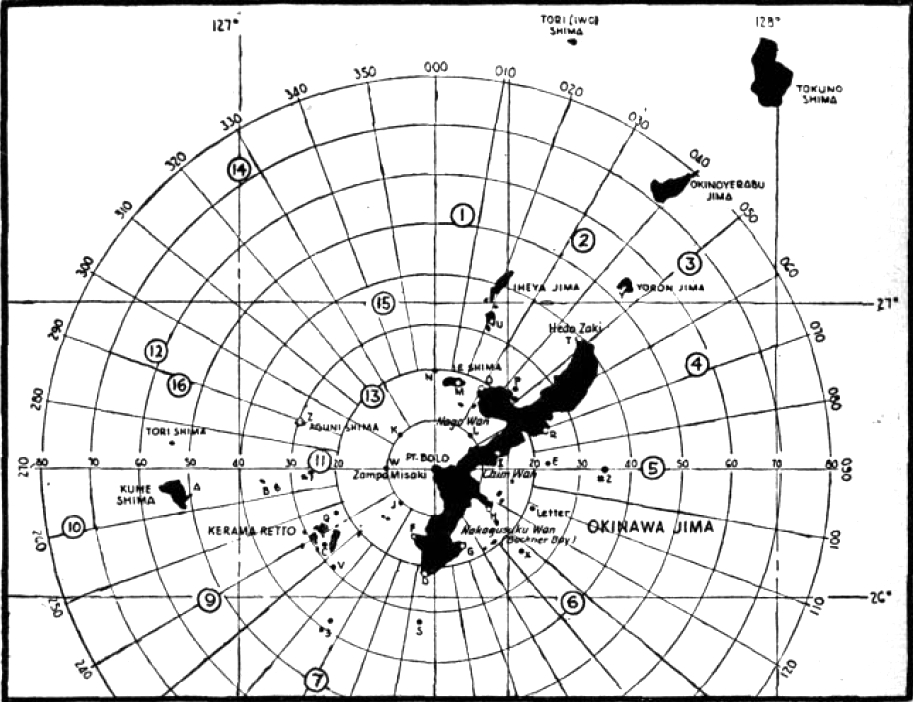
Die Positionen der Radar Picket Stationen um Okinawa

Operation Kikusui IV lief vom 21. bis zum 29. April. Der Angriff fand mit 845 Flugzeugen der Marine, von denen 126 'Spezialangriffsflugzeuge' und 11 Flugzeugen des Heeres statt. Insgesamt wurde ein kleines Landungsboot, ein Minsucher und ein Transporter versenkt und 15 Zerstörer und 5 Transporter beschädigt. Darunter sind am 27. April die Ralph Talbot, der Geleitzerstörer England. der nicht repariert werde konnte, die Rathburne, sowie der Frachter Canada Victory, der daraufhin sank. Am nächsten Tag beschädigten die Kamikazes die Zerstörer Wadsworth, Bennion, Twiggs, Daly und Butler, das Lazarettschiff Comfort und den Verwundetentransporter Pinkney. An den folgenden zwei Tagen wurden noch die Zerstörer Hazelwood und Haggard, die Minenleger Harry F. Bauer, Terror und Shannon durch Kamikazeangriffe beschädigt.

Dass so viele Zerstörer versenkt oder beschädigt wurden, lag daran, dass die unerfahrenen Kamikaze-Piloten nicht erkannten, welcher Schiffstyp ihr Ziel war. Das Erkennen des Schiffstyps war auf beiden Seiten während des gesamten Krieges ein Problem, selbst bei erfahrenen Flugzeugführern. Also stürzten sie sich auf das erste Schiff, das sie sahen. Und da die US-Navy Zerstörer als Radarposten rund um Okinawa stationiert hatten, waren sie die ersten feindlichen Schiffe, die in Sicht kamen.

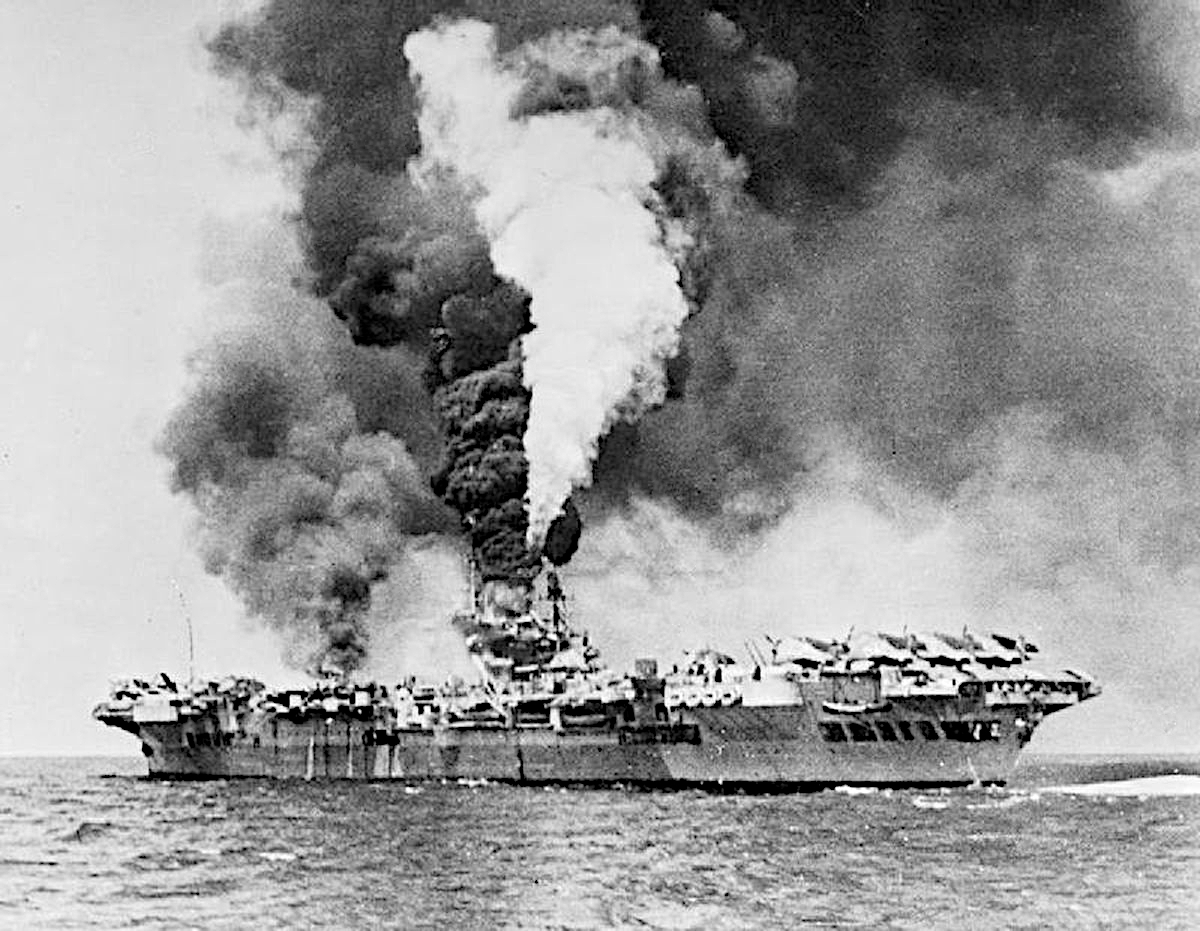
Royal Navy Träger HMS Formidable nach einem Kamikaze-Angriff

### Operation Kikusui V
Am 3. Mai eröffneten insgesamt 449 Flugzeuge vom Heer und von der Marine die Operation Kikusui V. Wieder waren viele Radar Picket Zerstörer das Ziel. So wurden außer drei Landungsboote die Zerstörer Little, Luce und Morrison versenkt. Der Leichte Kreuzer Birmingham wurde durch einen Treffer auf dem Vordeck beschädigt und der Zerstörer Aaron Ward erhielt irreparable Schäden. Nach schweren Ōka-Bombentreffern mussten der Zerstörer Ingraham und der Minenleger Shea in ein Dock verbracht werden und fielen bis Kriegsende aus. Außerdem wurde der Geleitträger Sangamon beschädigt. Bei dieser Operation wurden auch Schiffe der Royal Navy getroffen, und zwar die Träger Formidable, Indomitable und Victorious. Da die britischen Träger ein mit 76 mm dicken Stahlplatten gepanzertes Flugdeck hatten, waren die Einschläge der Kamikaze nicht so verheerend wie bei den mit hölzernen Flugdecks ausgestatteten US-Trägern. Der große Nachteil der britischen Stahldecks war allerdings eine nur halb so große Flugzeugkapazität, verglichen mit den US-Trägern.
Am nächsten Tag beschädigten die Kamikaze-Flieger die Minensucher Gayety und Hopkins und am 5. Mai den Tender St. George sowie das Vermessungsschiff Pathfinder. Am 9. Mai wurden die Zerstörer Oberrender und England irreparabel beschädigt. In der Folge mussten beide Schiffe verschrottet werden. Insgesamt fielen 605 Menschen den Angriffen zum Opfer und 806 wurden verletzt.
Als die 5. Flotte den Kikusui V Angriff überstanden hatte, gab es deutliche Anzeichen für eine sich verschlechternde Moral, insbesondere bei den Besatzungen der Radarzerstörer.

### Operation Kikusui VI
Die Operation Kikusui VI begann am 11. Mai. Am ersten Tag starteten 345 Flugzeuge, davon 86 Kamikaze. Vom 12. bis zum 15. Mai griffen noch einmal 237 mit 47 Kamikaze an.

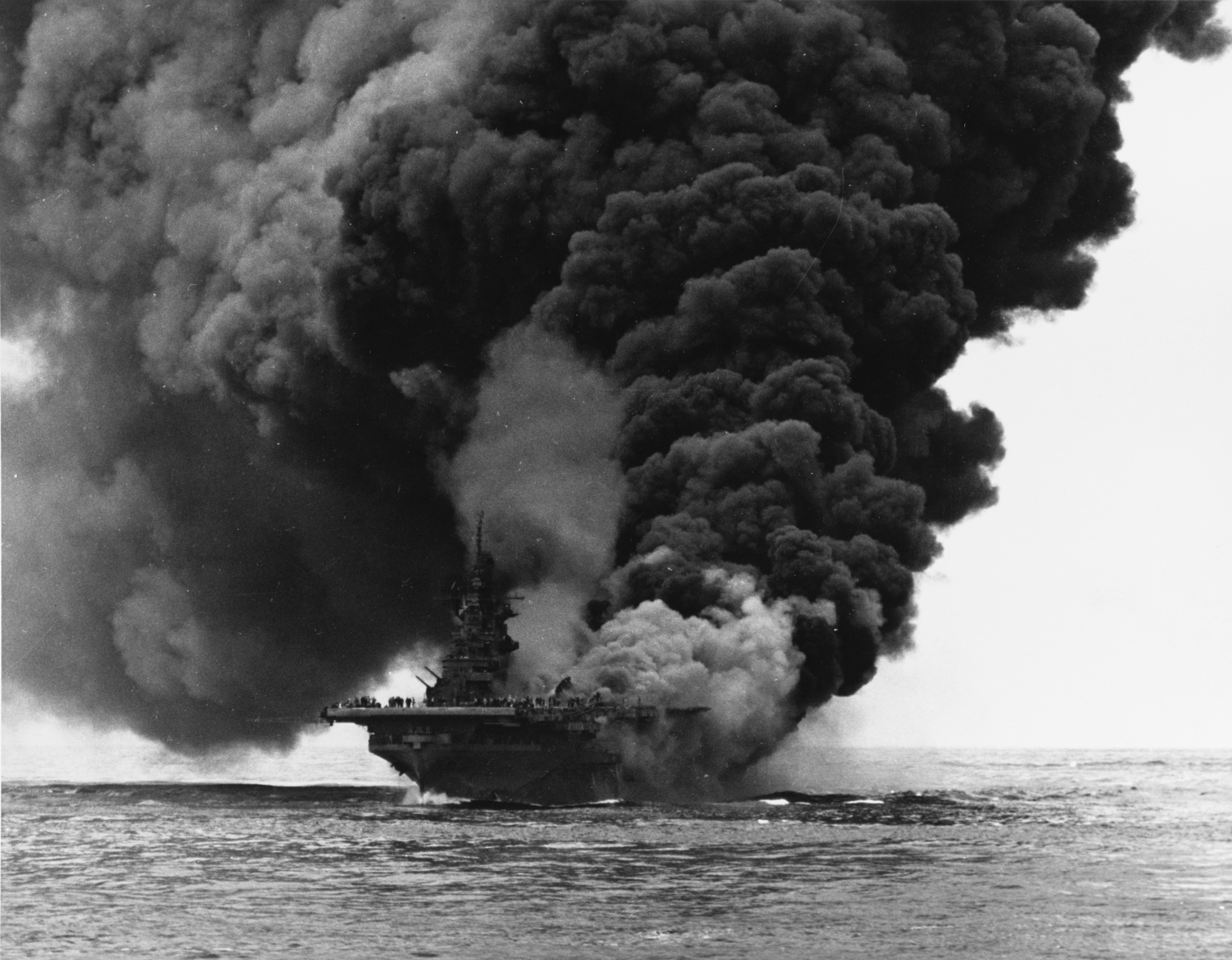
USS Bunker Hill (CV-17), brennend nach Kamikaze-Angriff am 11. Mai

Am 11. Mai wurde das Flaggschiff von Admiral Mitscher, dem Kommandanten der Task Force 58, die Bunker Hill von zwei Kamikaze getroffen. Der erste stürzte zwischen vollgetankte, geparkte Flugzeuge und verursachte ein großes Feuer, der zweite durchbrach das Flugdeck und explodierte im Aufenthaltsraum der Piloten, noch mehr Brände flammten auf und mehrere Explosionen erschütterten das Schiff. Dank der verbesserten Schadensbekämpfung bei der US-Navy sank das Schiff nicht, allerdings war der Träger so schwer beschädigt, dass er bis zum Kriegsende in der Werft bleiben musste. Admiral Mitscher ließ sich auf die Enterprise bringen, die nun sein Flaggschiff wurde. Von der Besatzung starben 352 Mann, 41 wurden vermisst und 264 wurden verwundet.
Weiterhin wurde der Zerstörer Evans sowie ein Artillerielandungsboot durch Kamikaze-Flieger und der Zerstörer Hugh W. Hadley durch Ōka-Bombentreffer irreparabel beschädigt.
Am 14. Mai wurde auch die Enterprise von einem Kamikaze beschädigt und musste bis zum 5. Mai zur Reparatur nach Ulithi. Admiral Mitscher, der zum zweiten Mal sein Flaggschiff verloren hatte, wechselte auf den Träger Randolph. Schäden erlitt bei Kikusui VI auch noch das Schlachtschiff New Mexico, das von zwei Kamikaze getroffen wurde, als es seinen Liegeplatz in der Bucht von Hagushi aufsuchte. Von der Besatzung starben 54 Männer und 119 wurden verwundet. Das entstandene Feuer war schon nach 30 Minuten gelöscht und das Schiff blieb noch bis zum 28. Mai im Einsatz. Erst dann lief sie nach Pearl Harbor zur Reparatur. Der Zerstörer Douglas H. Fox fiel bedingt durch Kamikaze-Treffer bis Kriegsende aus.

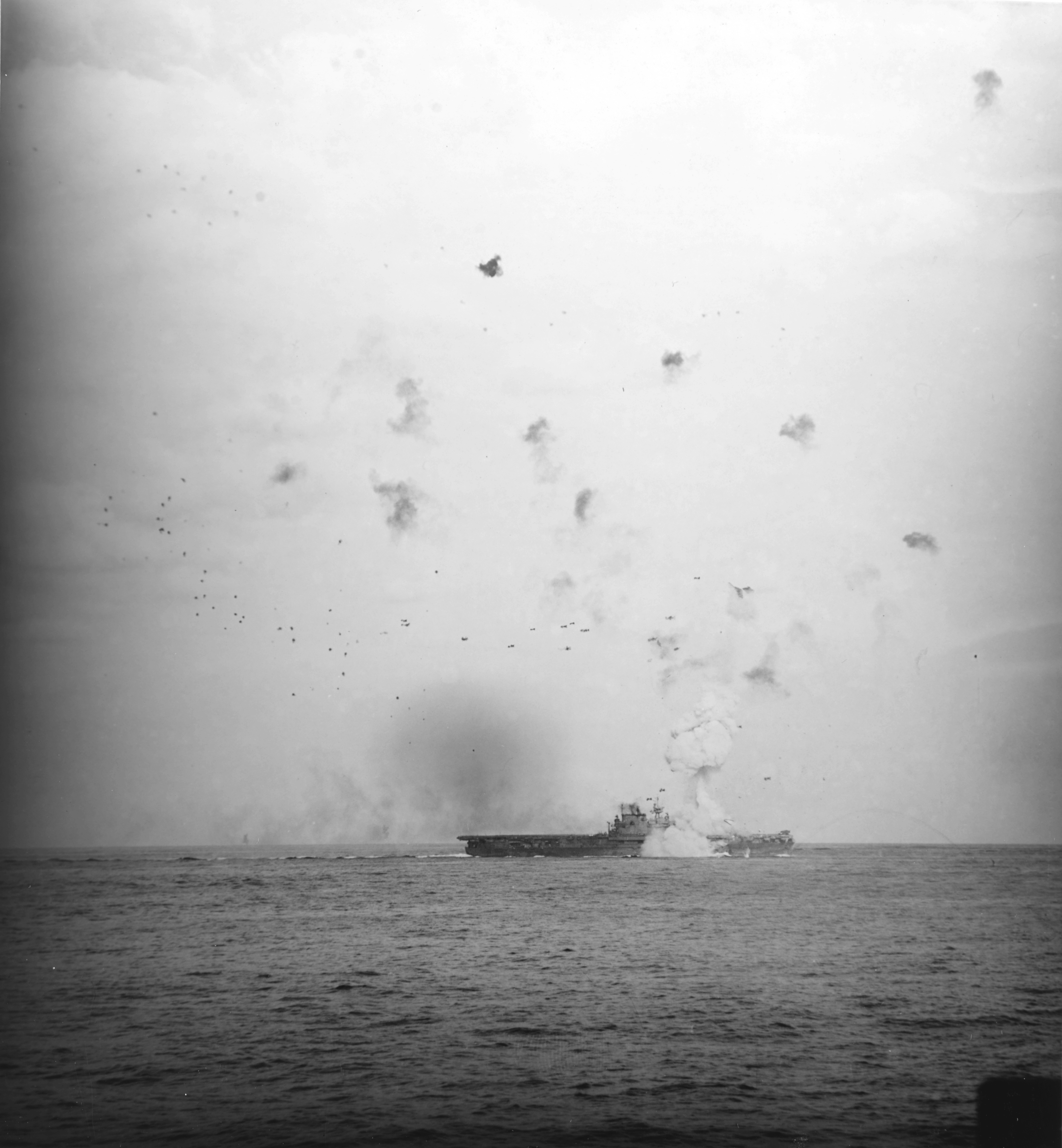
USS Enterprise (CV-6) getroffen von einer Zero, 14. Mai 1945

### Operation Kikusui VII
Diese Angriffsoperation zwischen dem 23. und 25. Mai hatte sehr geringe Erfolge. Obwohl 387 Marine- und 174 Heeresflugzeuge gestartet waren, von denen 174 bzw. 61 als Kamikaze bestimmt waren, wurden nur zwei zum Schnellen Truppentransporter umgebaute Geleitzerstörer, die Bates und die Barry, sowie ein Landungsschiff versenkt. Weiterhin wurden noch vier Zerstörer und Minensucher beschädigt. Dazu gehörten die Roper, Butler, Spectacle und O'Neill.
Am 24. Mai fand ein amerikanischer Gegenangriff durch zwei Task Force Gruppen statt, der sich gegen die Kamikaze-Flugplätze auf Kyūshū, besonders Kanoya, richtete. Dort wurde eine startbereite Gruppe von Ōka-Bombern am Boden überrascht und vernichtet.
Einzelne Kamikazes beschädigten am 26. Mai den Zerstörerminensucher Forrest, den U-Boot-Jäger PC-1603 und den Tender Dutton.

#### Operation GI
Die Operation GI war eine japanische Kamikaze-Luftlandeoperation am 24. und 25. Mai zur Zerstörung der Luftwaffenstützpunkte an der Westküste von Okinawa. Die US-Luftstreitkräfte nutzten diese Aktion mit großem Erfolg, um Kamikaze-Angriffe auf die US-Streitkräfte auf und um Okinawa abzufangen.
Für die Operation GI wurde die Giretsu Kūteitai unter dem Kommando von Generalleutnant Michio Sugahara, eine im November 1944 auf der Grundlage von Fallschirmjägern der Armee gebildete Spezialeinheit der kaiserlichen japanischen Armee, vorgesehen. Sie war als letzter Versuch zur Reduzierung und Verzögerung von alliierten Bombenangriffen auf die japanischen Heimatinseln gebildet worden.
Der Landungseinsatz erwies sich für die Japaner als ein großes Fiasko. Acht Bomber waren für den Einsatz auf dem Yontan-Flugfeld und weitere vier für das Kadena-Flugfeld eingesetzt. Vier Flugzeuge mussten die Mission mit Triebwerksproblemen abbrechen und drei weitere wurden abgeschossen. Nur die letzten fünf schafften es während der Verwirrung, die durch einen Ablenkungsangriff von etwa 50 amerikanischen Armee- und Marinebombern und Jägern verursacht wurde, auf dem Yontan-Flugfeld bei Yuntanja eine Bruchlandung vorzunehmen. Bis auf einen Überlebenden kamen alle Soldaten der Giretsu Kūteitai auf dem Yontan-Flugfeld bei den kurzen Bodengefechten ums Leben.

### Operation Kikusui VIII
Kikusui VIII begann am 27. Mai und endete am 29. Mai. 217 Flugzeuge der Marine und 71 des Heeres griffen an. 51 Flugzeuge der Marine und 57 des Heeres waren Kamikaze. Die Ergebnisse waren wieder mager, der Zerstörer Drexler wurde versenkt und sechs weitere Zerstörer, vier zu Transportern umgebaute Liberty-Frachter und neun Hilfsschiffe beschädigt.

### Operation Kikusui IX
Die vorletzte Kikusui Operation begann am 3. Juni mit einem Angriff von 357 Marineflugzeugen, von denen aber nur noch 23 als Kamikaze geplant waren, von den 71 Heeresflugzeugen waren 31 Kamikaze. Die größten Erfolge waren die Beschädigung des Schweren Kreuzers Louisville am 5. Juni und am gleichen Tag ein Treffer auf dem Schlachtschiff Mississippi. Während die Mississippi vor Okinawa blieb und ihren Einsatz fortsetzte, kehrte die Louisville nach Pearl Harbor zurück laufen, um repariert zu werden. Am 7. Juni wurde noch der Geleitträger Natoma Bay getroffen. Auch sie musste zu Reparatur das Kampfgebiet verlassen. Am 10. Juni gab es die einzige Versenkung. Der Zerstörer William D. Porter sank nach Kamikazetreffern. Außerdem wurden vier Zerstörer, ein Transporter und ein Landungsboot beschädigt. Auf der Insel Okinawa hatten die US-Truppen inzwischen die Inselhauptstadt Naha eingenommen und die japanischen Truppen am Südzipfel der Insel eingeschlossen.

### Operation Kikusui X
Weil die Kämpfe auf der Insel Okinawa fast beendet waren und mit Sicherheit mit einer japanischen Niederlage enden würden, gab das Japanische Hauptquartier den Befehl zwischen dem 16. und 22. Juni eine letzte Offensive zu starten während sie sich schon mit der Vorbereitung zur Abwehr einer Invasion ihres Heimatlandes, der Operation Ketsu-gō/Operation Downfall befassten.
Es beteiligten sich 271 Marineflugzeuge, von denen 67 Kamikaze waren. Die Erfolge blieben gering, am 16. Juni wurde der Zerstörer Twiggs und am 21. Juni ein Landungsschiff versenkt. Beschädigt wurden noch die Seeflugzeugtender Curtiss und Kenneth Whiting, einige Zerstörer und Kleinkampfschiffe.

## Epilog
Insgesamt setzten die Kaiserlich Japanischen Marineluftstreitkräfte 940 Flugzeuge und die Kaiserlich Japanischen Heeresluftstreitkräfte 887 Flugzeuge der verschiedensten Typen bei den Kikusui Operationen ein. 133 trafen ein Ziel und 122 verfehlten das Ziel nur knapp. Die Verluste betrugen bei der Marine 2045 Piloten und beim Heer wurden 1022 Piloten getötet. Nicht eingeschlossen in diese Zahlen sind die Verluste, die nicht durch Kamikaze Angriffe entstanden sind. Zählt man diese dazu, wurden 2258 Flugzeuge verloren. Auf alliierter Seite wurden 36 Schiffe versenkt, allerdings wurde kein Kriegsschiff versenkt, das größer als ein Zerstörer war. 218 Schiffe wurden beschädigt, darunter waren 8 Flugzeugträger, 3 Schlachtschiffe, zwei Kreuzer und 33 Zerstörer. Die alliierten verloren 763 Trägerflugzeuge, über 4900 Männer starben oder wurden als vermisst gemeldet und 4824 wurden verwundet.
Obwohl die Kikusui Angriffe beträchtliche Schäden verursachten, wurde kein schweres alliiertes Schiff versenkt. Ein Grund dafür ist die hervorragende Schadenskontrolle auf alliierter Seite, die viele Schiffe vor dem Untergang bewahrte. Ein zweiter Grund ist, der schlechte Ausbildungsstand der japanischen Piloten, die das erste Schiff angriffen, das sie sahen. So hat das Opfer der Zerstörer sicher zur Folge gehabt, dass größere Schiffe gar nicht erst attackiert wurden.
Vizeadmiral Ugaki Matome, verantwortlich für die Ausführung der Operation Kikusui, flog am 15. August 1945, dem Tag der japanischen Kapitulation in einer Suisei mit zwei Besatzungsmitgliedern nach einem letzten Kamikaze-Angriff in den Tod.
Dennoch verfehlte die scheinbare Todesverachtung der japanischen Flieger ihre Wirkung auf die Amerikaner nicht. Ihre Führung rechnete damit, dass sich bei der geplanten Landung auf den japanischen Hauptinseln zehntausende Kamikaze-Piloten auf die Invasionsflotte stürzen und an den Stränden eine Million opferbereite Soldaten sich eingegraben hätten. Der erwartete Blutzoll für die eigenen Truppen war einer der Gründe für US-Präsident Harry S. Truman, den Befehl für den Einsatz der Atombomben zu geben.